# قماش لحائي
القماش اللحائيّ هو مادة متعددة الاستخدامات كانت شائعة في آسيا وإفريقيا والمحيط الهادئ. يأتي القماش اللحائي في المقام الأول من أشجار الفصيلة التوتية، بما في ذلك توت الورق، وخبزية محزوزة.